# Sante Lancerio
Sante Lancerio (... – XVI secolo) è stato un enologo, geografo e storico italiano suddito dello Stato della Chiesa.

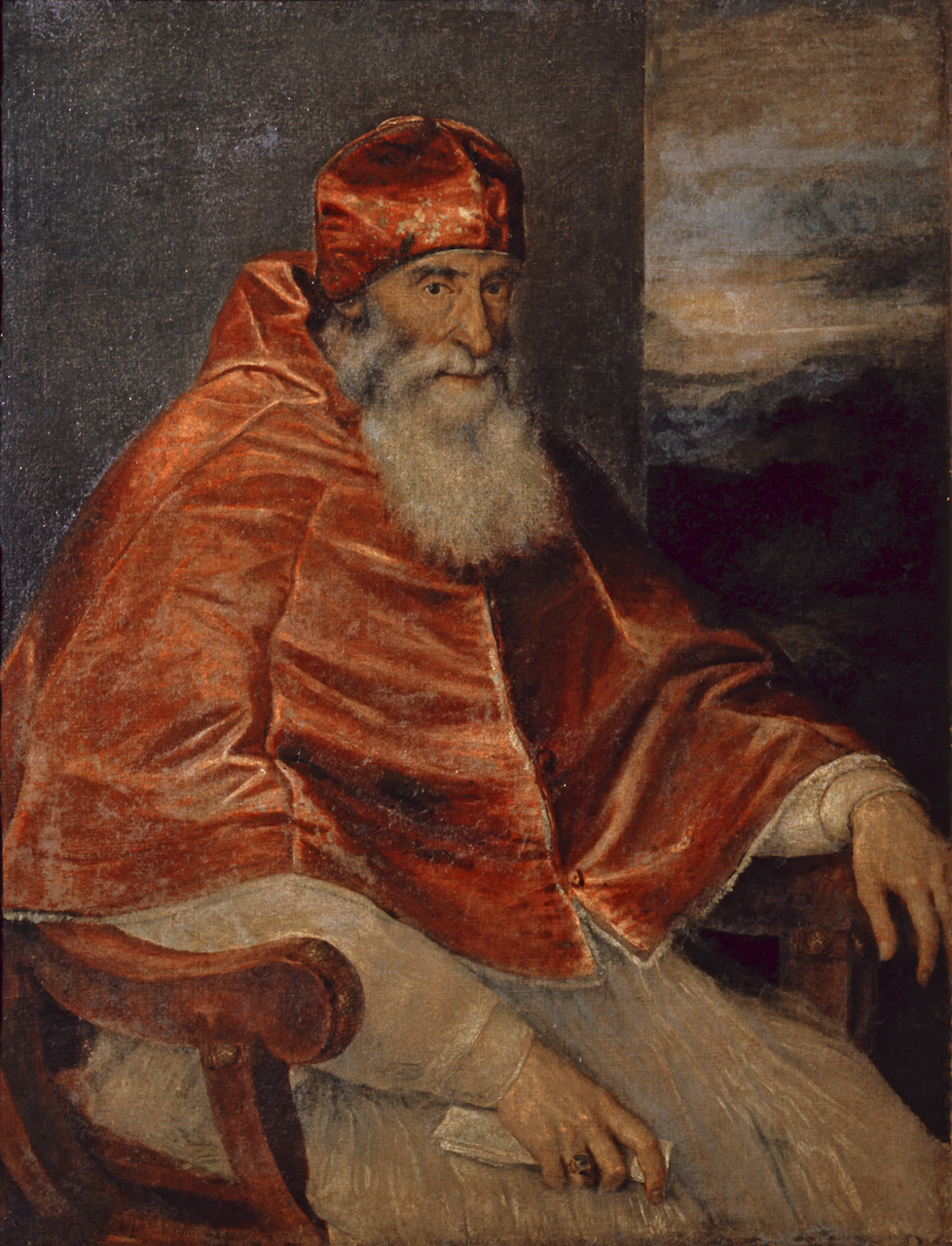
Il papa Paolo III

Viene considerato il primo sommelier della storia moderna, in quanto fu al servizio del papa Paolo III Farnese dal 1534 al 1549 in qualità di responsabile dell'approvvigionamento e del servizio del vino alla tavola pontificia.

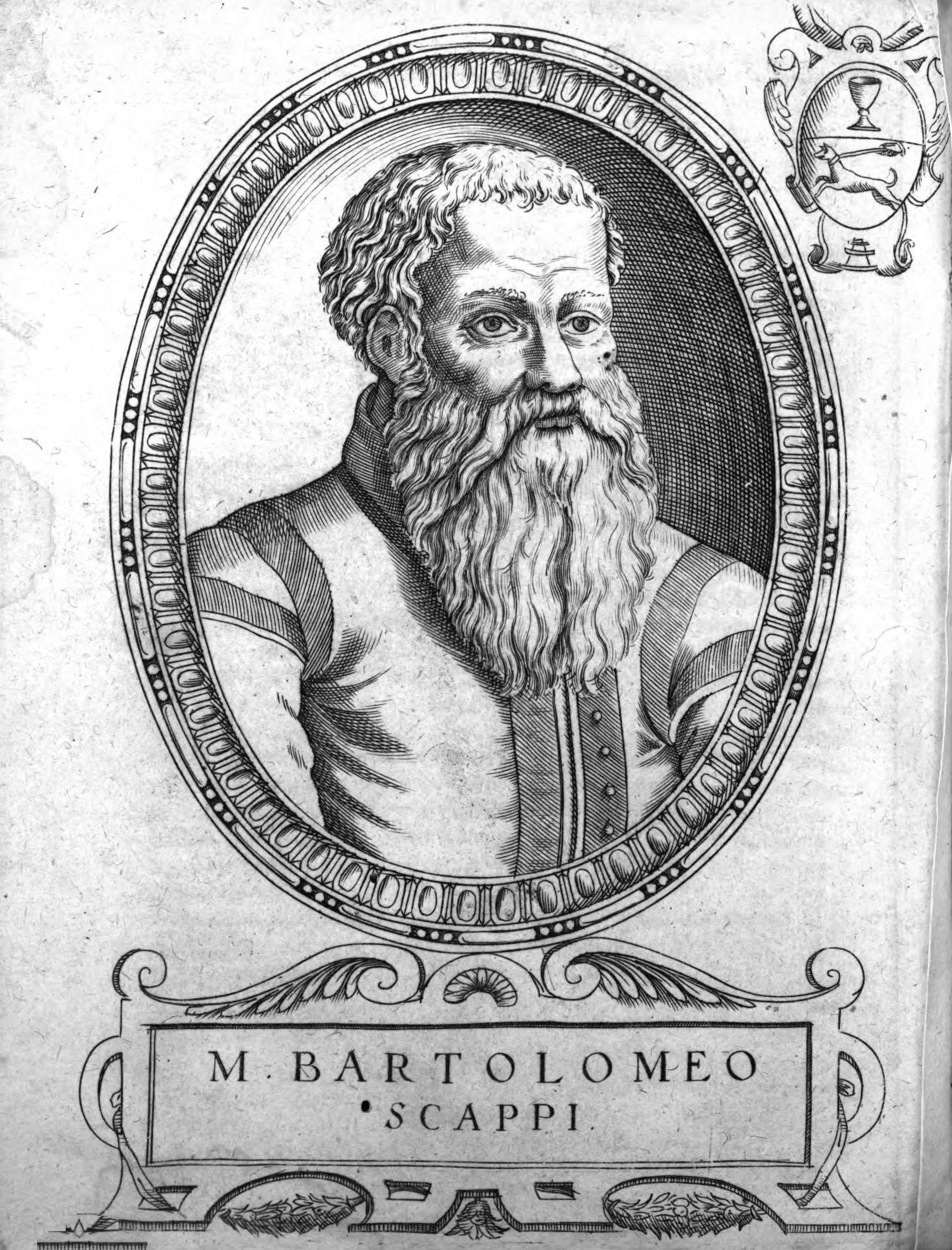
Bartolomeo Scappi

## Gastronomia rinascimentale
Nella seconda metà del Quattrocento iniziò la generale ripresa della società europea dopo il drastico impoverimento causato dalla Peste nera: le Corti italiane riavviarono la tradizione dei banchetti, le classi agiate iniziarono a diversificare e arricchire l'alimentazione, i contadini poterono finalmente produrre una maggior varietà di derrate alimentari, arricchendo in primo luogo la loro dieta.
Fu però nel Rinascimento che si assistette a una profonda modernizzazione della gastronomia e del servizio a tavola, Poiché nei grandi palazzi signorili i pasti ufficiali potevano superare le 20 portate, ciascuna suddivisa in più preparazioni, la medioevale professione di scalco si evolvette fino afar nascere la figura dell'allestitore di banchetti, che curava i menù e i fastosi allestimenti. Tra costoro vale la pena di ricordare Leonardo da Vinci, fine conoscitore delle spezie, e il bolognese Bartolomeo Scappi, cuoco segreto di papa Paolo III.

## Attività
Fu proprio alla corte del papa Paolo III che prese forma moderna la professione di cantiniere, delineata da Sante Lancerio, che si occupava di acquisti di vino, di selezioni e - per la prima volta - di abbinamenti gastronomici; accompagnava il Papa nei suoi viaggi e negli incontri pubblici, selezionando di volta in volta i vini migliori, controllava e valutava i vini che il Papa riceveva in dono.
Abbiamo notizia sulle sue attività grazie a una lunga epistola che Lancerio inviò al cardinale Guido Ascanio Sforza (nipote di Paolo III) e che venne rintracciata presso la biblioteca di Ferrara dal filologo provveditore agli studi Giuseppe Ferraro; il testo fu pubblicato nel 1876 con il titolo I vini d'Italia giudicati da Papa Paolo III (Farnese) e dal suo bottigliere Sante Lancerio.
La lettera si divide in due sezioni: la prima descrive i viaggi di Papa Paolo III, in particolare quello da Roma a Nizza nel 1536 e quello da Ferrara ad Ancona; la sezione seconda è un compendio panoramico della cultura enologica rinascimentale nel quale sono accuratamente descritti 55 vini italianiLancerio e che di fatto risulta essere la più antica testimonianza di degustazioni sistematiche dei vini.
Lancerio utilizza un linguaggio antesignano a quello dei moderni sommeiller, concentrandosi sulle caratteristiche organolettiche dei vini, analizzandone colore, profumo e sapore, suggerendo abbinamenti con cibi e momenti della giornata. . L'approccio alla degustazione è complesso e articolato: sono anche riportate annotazioni sui territori e i vigneti. Gli aggettivi utilizzati sono entrati a far parte del bagaglio semantico del moderno sommelier. Ad esempio, riferendosi al colore del vino, egli utilizza termini come "incerato", "carico", "verdeggiante", "dorato"; per definire il gusto impiega parole come "“tondo", "grasso", "asciutto", "fumoso", "possente", "forte", "maturo".
Lancerio indica la progressione dei vini a tavola, dai più leggeri ai più forti, e per primo indica gli abbinamenti con le varie portate: i vini bianchi per le aperture, i vini rossi per gli arrosti e i vini passiti per accompagnare i dolci e la pasticceria; suggerisce le condizioni migliori per la degustazione: le stagioni, le circostanze, le sensazioni fisiche e umorali. Raccomanda metodi per la conservazione dei vari vini e per il loro trasporto.

Sante Lancerio distingue il vino secondo il ceto dei consumatori, da quello per "signori" fino a quello per la servitù. Descrive il Moscatello come «vino per osti e imbriaconi», il Greco della Torre «buono per la servitù ma non per gli alti prelati», il Rosso di Terracina «ottimo per notai e copisti», il Mangiaguerra di Napoli «pericoloso per il clero, ma ideale per incitare la lussuria delle cortigiane». A suo avviso il vino spagnolo è troppo forte e i vini francesi, seppur ottimi, risentono del terreno di provenienza. Le preferenze del bottigliere vanno a Malvasia, Greco d'Ischia, Vernaccia di San Gemignano e Nobile di Montepulciano. Segnala con particolare enfasi un vino rosso che rintraccia a Monterano, all'epoca elegante luogo di villeggiatura ma in seguito abbandonato:

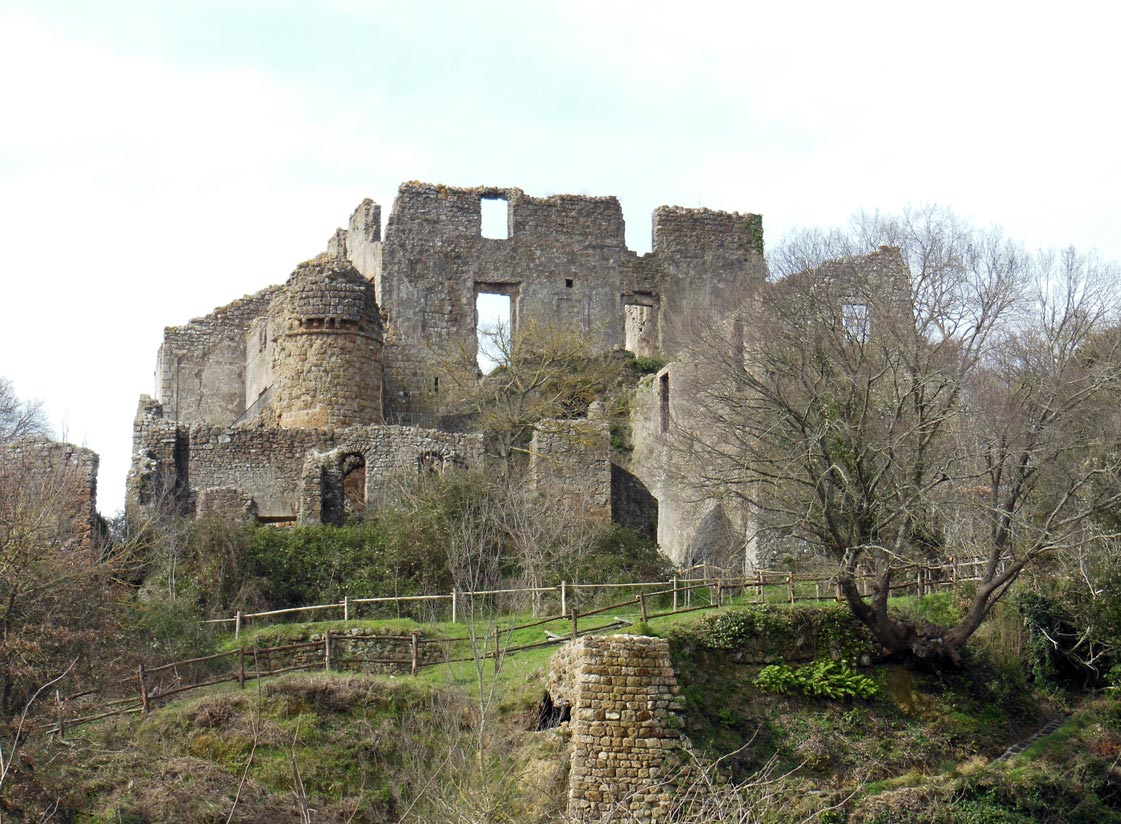
Ruderi del castello di Monterano